# Veniliornis lignarius

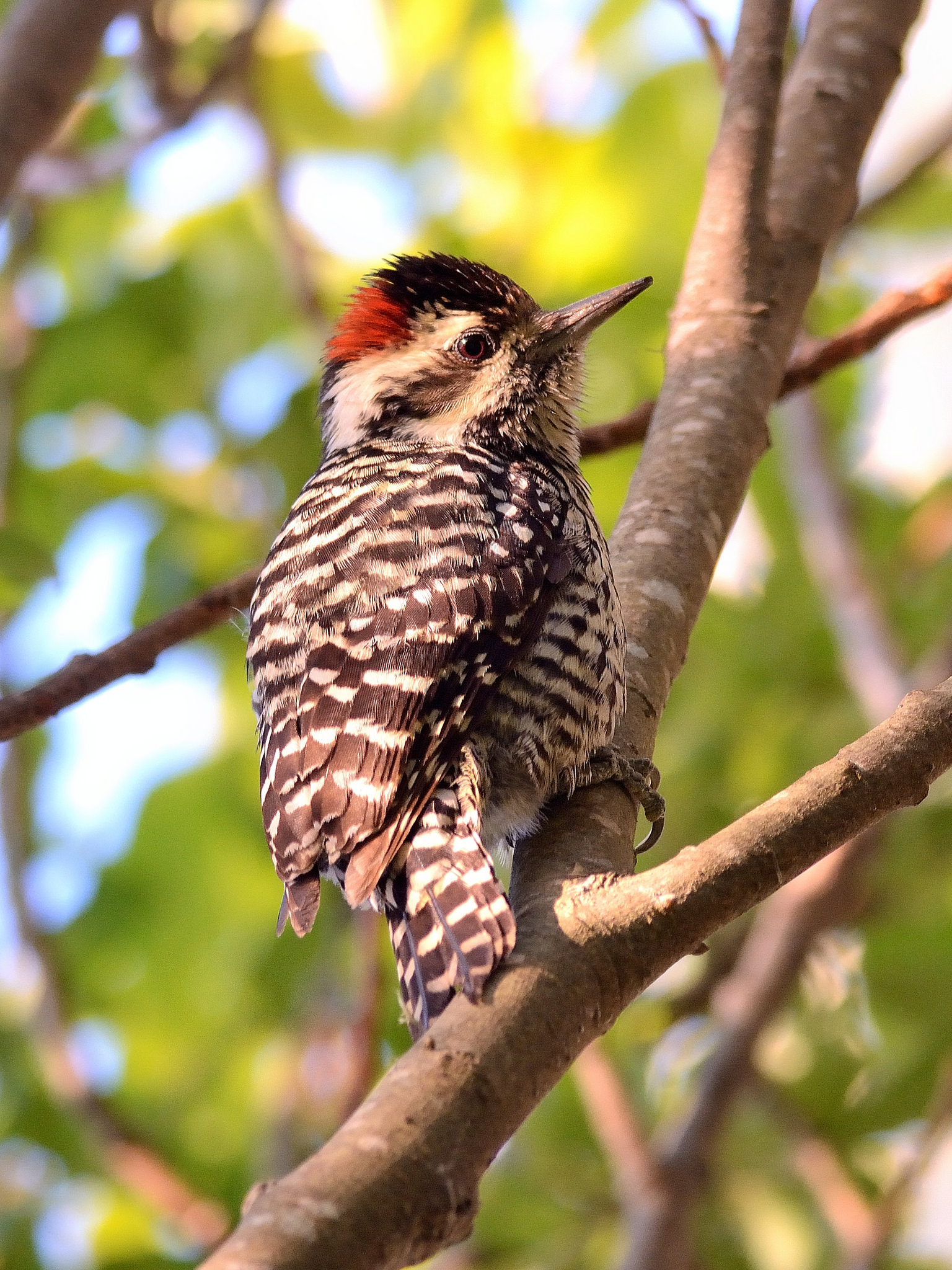
Tomé, Bío Bío, Chile

El carpintero bataraz grande (Argentina) o carpinterito (Chile) (Dryobates lignarius), también denominado pico bataraz grande o carpintero patagónico es una especie de ave piciforme perteneciente al género Dryobates que integra la familia Picidae. Habita los bosques y selvas próximos al encadenamiento de los Andes, desde Bolivia hasta el sur de la Argentina y de Chile.

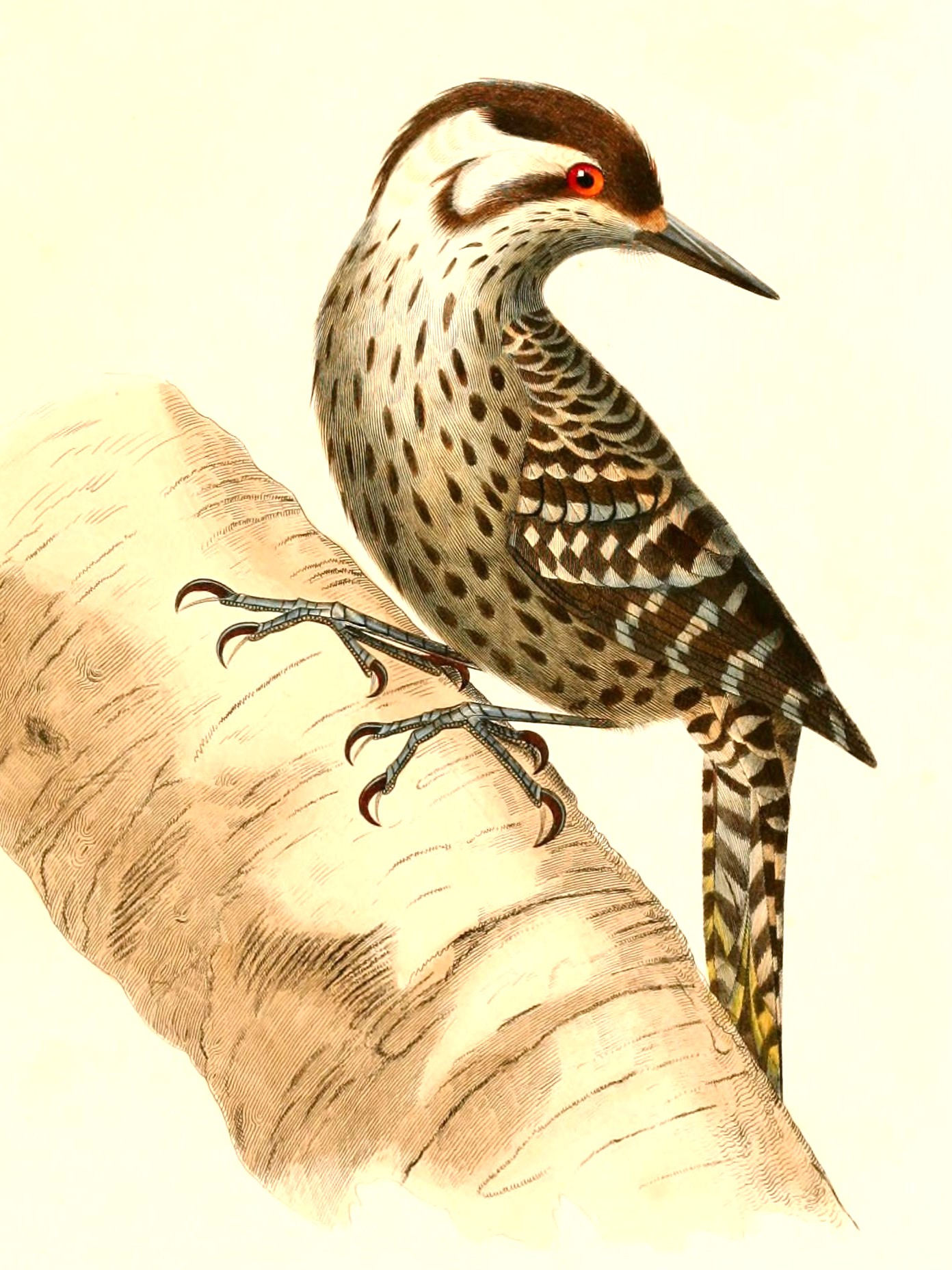
Un dibujo de 1847 de d'Orbigny, ilustrando un ejemplar hembra de la población septentrional.

## Descripción
Su longitud total es de 18 a 19 cm. Ambos sexos son semejantes, cabeza con frente y corona negras aunque el macho posee la nuca roja mientras que en la hembra es negra. Lados de la cara blancos con banda negruzca que cruza el ojo y llega hasta la zona auricular trasera. Su color general es negro marcado de blanco en el dorso, mientras ventralmente es blanco marcado de oscuro. Alas y cobertoras negras con manchas blancas; cubiertas interiores blancas.

## Distribución y hábitat
Una posible subespecie se distribuye en las selvas del centro oeste y sur de Bolivia, en los departamentos de: La Paz, Cochabamba, Santa Cruz, Chuquisaca, y Tarija, alcanzando por el sur hasta el noroeste de la Argentina, en las provincias de Salta, y Jujuy.

Otra posible subespecie habita en los bosques del centro y sur de Chile en las regiones de: Bío-Bío, Araucanía, Los Ríos, Los Lagos, Aysén, y Magallanes y de la Antártica Chilena. Esta misma población también habita en los bosques del sudoeste de la Argentina, en las provincias de: Neuquén, Río Negro, Chubut, y Santa Cruz; migrando en invierno hasta la de La Rioja.

Sus hábitats naturales son los arbustales semitropicales y tropicales de altitud, así como también los bosques templados y fríos. Estos últimos especialmente formados por lengas (Nothofagus).

## Comportamiento
Es un ave que vive mayormente solitaria o en pareja, diurna, arborícola, de estratos medios a altos de las selvas y bosques. Mientras mantiene su cola apoyada en la corteza, recorre el tronco en busca de insectos. Marca su territorio con llamados agudos y golpeteos en troncos huecos. Su vuelo es ondulado y lento.

A pesar de aspecto muy parecido al carpintero bataraz chico (Veniliornis mixtus), no son encontrados simpátricamente.

### Alimentación
Su dieta consiste de gusanos, larvas e insectos que busca entre las grietas de troncos o taladrando los troncos de árboles podridos con su robusto pico.

### Reproducción
Comienza a nidificar hacia octubre y en el verano austral en las regiones más lluviosas al sur de Chile. Con su pico, taladra un agujero en ramas gruesas o troncos, que rellena con el mismo aserrín del taladrado a modo de colchón. La nidada es de 3 a 4 huevos blancos, brillosos, alargados, midiendo 23 x 16 mm, de cáscara fina, lo que los hace muy frágiles.

## Sistemática

### Descripción original
Fue descrita originalmente por el naturalista chileno Juan Ignacio Molina en el año 1782 bajo el nombre de: Picus lignarius con localidad típica: «Chile».

### Taxonomía
De acuerdo con la propuesta aprobada N° 262 al South American Classification Committee (SACC) con base en estudios de filogenia de ADN mitocondrial del género Veniliornis y géneros parientes conducidos por Moore et al. (2006), las especies antes denominadas Picoides mixtus y Picoides lignarius fueron transferidas a Veniliornis; y la anterior Veniliornis fumigatus a Picoides, bajo el nombre Picoides fumigatus.

Forma una superespecie con Veniliornis mixtus; parecen ser genéticamente próximos, por lo que podrían pertenecer a una única especie, pero alguna posible superposición en sus áreas de reproducción aún no está bien documentada. Genéticamente guarda mayor distancia con otros congéneres americanos.

### Subespecies
Si bien aún es monotípica, esta especie está dividida en dos poblaciones alopátricas que representarían dos distintos taxones subespecíficos.
- Veniliornis lignarius lignarius (Molina, 1782)
- Veniliornis lignarius puncticeps (nombre disponible, en fase de descripción)

La población aislada del norte presenta ejemplares ligeramente más pequeños que la población de Chile y la Patagonia, con otras diferencias morfológicas, y de plumaje.